# Yuri Tynianov
Yury Tynyanov (Ю́рий Никола́евич Тыня́нов) (Rēzekne, 18 de outubro de 1894 — Moscovo, 20 de dezembro de 1943) foi um famoso escritor soviético/russo, crítico literário e tradutor nascido em Rezhitsa, atualmente Letónia. Foi importante membro do Formalismo Russo.

## Vida e obra
Tynyanov formou-se na Universidade de Petrograd em 1918 e publicou seu primeiro livro em 1921. 
Em 1928, juntamente com o lingüista Roman Jakobson, publicou um famoso ensaio que, na linea do formalismo lexical, elucida todas  as suas idéias na esfera critica  e pode ser resumido da seguinte maneira (baseado em ):
1. A ciência literária deve ter uma base teórica firme e uma terminologia precisa;
2. As leis estruturais de um campo específico da literatura precisam ser estabelecidas antes de se relacionar com outros campos;
3. A evolução literária deve ser estudada como um sistema. Todas as evidência, tanto literárias quanto não literárias, devem ser analisadas funcionalmente;
4. A distinção entre sincronia e diacronia foi útil para o estudo da literatura e da linguagem, separando os sistemas em estágios do desenvolvimento. Mas a história dos sistemas é também um sistema, cada sistema sincrônico tem seu próprio passado e futuro como parte de sua estrutura, portanto essa distinção não deve ser preservada.
5. Um sistema sincrônico não é um mero aglomerado de fenômenos contemporâneos catalogados. 'Sistema' significa uma hierarquia organizada.
6. A distinção entre língua e palavra, vinda da lingüística, deve ser desenvolvida pela literatura a fim de revelar os princípios fundamentais da relação entre a elocução individual e a prevalência complexa de normas;
7. A análise de leis estruturais da literatura devem direcionar para a identificação de um número limitado de tipos estruturais e leis evolucionistas que governam tais tipos;
8. A descoberta de 'leis imanentes' de uma gênero permite descrever um passo evolutivo, mas não a explicar por que este passo - e não outro - foi dado pela literatura. Aqui a literatura deve ser aliada a relevantes fatos não-literários para encontrar tais leis, um 'sistema dos sistemas'. Mas ainda assim as leis imanentes do trabalho individual devem ser enunciadas primeiro.

Tynyanov ainda escreveu romances históricos (v. em particular "La Jeunesse de Pouchkine" - Paris,Gallimard, 1980)  aplicando sua teoria em muitos de seus trabalhos ficcionais. Foi, ainda, um notável tradutor de Heinrich Heine e outros autores.
Morreu de esclerose múltipla em Moscou em 20 de Dezembro de 1943.